# Serginho (Fußballspieler, 1995)
Serginho (* 15. März 1995 in Monte Aprazível, São Paulo; bürgerlich Sérgio Antônio Soler de Oliveira Júnior) ist ein brasilianischer Fußballspieler.

## Karriere
Serginho erlernte das Fußballspielen in den brasilianischen Jugendmannschaften vom SESC, dem FC São Paulo sowie dem FC Santos. Beim FC Santos, der in Santos beheimatet ist, unterschrieb er auch seinen ersten Vertrag. Mit dem Verein spielte er in der ersten brasilianischen Liga, der Série A. 2015 und 2016 gewann er mit Santos die Staatsmeisterschaft von São Paulo. Von Juli 2016 bis Dezember 2016 wurde er an den Ligakonkurrenten EC Vitória nach Salvador ausgeliehen. Im darauffolgenden Jahr wurde er von Februar bis April an den ebenfalls in der ersten Liga spielenden EC Santo André nach Santo André ausgeliehen. América Mineiro, ein Erstligist aus Belo Horizonte, lieh in von Februar 2018 bis Juli 2018 aus. Nach der Ausleihe kehrte er nicht zum FC Santos zurück. Für eine Ablösesumme von 1,7 Millionen Euro wechselte er nach Japan zum Erstligisten Kashima Antlers. Mit dem Verein aus Kashima  stand er im November 2018 im Finale der AFC Champions League. Hier konnte man sich in zwei Endspielen gegen den iranischen Vertreter FC Persepolis durchsetzen. Nach 43 Erstligaspielen für die Antlers wechselte er im Januar 2020 in die Volksrepublik China, wo er einen Vertrag bei Changchun Yatai unterschrieb. Mit dem Verein aus Changchun spielte er in der zweiten Liga, der China League One. Am Ende der Saison stieg er mit dem Klub in die erste Liga auf.

## Erfolge
Santos FC
- Staatsmeisterschaft von São Paulo: 2015, 2016

Kashima Antlers
- AFC Champions League: 2018

Changchun Yatai
- China League One: 2020